# Aneta Morysková
Aneta Morysková (*19. září 1992) je česká atletka ve skoku o tyči.
Od dětství se věnovala gymnastice a několikrát se zúčastnila mistrovství republiky. V roce 2007 se v Kolíně (TJ Sokol Kolín) začala věnovat atletice a od roku 2009 závodí za USK Praha. V juniorské kategorii v roce 2010 na dráze a v roce 2011 na dráze i v hale se stala mistryní ČR. V kategorii do 22 let v roce 2011, 2013, 2014 vyhrála mistrovství ČR a v roce 2012 skončila druhá.
Na halovém mistrovství ČR 2015 si vytvořila nový osobní rekord výkonem 430 cm. Osobní rekord na dráze má hodnotu 425 cm.
Nyní působí v gymnastické akademii Gympra v pražské Hostivaři jako trenérka a rozhodčí sportovní gymnastiky pro děti a mládež. Akademii založila Morysková společně s českým olympionikem Martinem Konečným.